# Храм иконы Божией Матери «Знамение» в Аксиньине
Храм иконы Божией Матери «Знамение» в Аксиньине (Знаменская церковь) — православный храм на севере Москвы. Относится к Знаменскому благочинию Московской городской епархии. Настоятель — священник Владимир Герасимов.
Более 20 лет при храме действует воскресная школа, специализирующаяся на обучении церковному пению.

## История
Первый деревянный храм в селе Аксиньино был выстроен в 1708 году на деньги князя Михаила Голицына. Это был сосновый сруб на дубовом основании, с трапезной и шатровой колокольней. На колокольне были установлены шесть колоколов. Иконостас храма был четырёхъярусным, с позолотой, а храмовая икона Знамения Пресвятой Богородицы помещалась в серебряном окладе с убрусом из крупных и мелких жемчужин.
Во время войны 1812 года село было разграблено, но церковь уцелела.
В 1874 году церковь сгорела. Проект нового храма был заказан московскому архитектору Александру Вейденбауму. В планах строителей было разместить новый храм восточнее алтарной стены старой церкви, но при постройке по решению архитектора план изменили, и кирпичный храм встал значительно правее. На месте алтарной части сгоревшей церкви поставлена маленькая часовня-капличка с лампадой.
Каменный храм был построен в 1884 году, иконостас для храма был окончен к 1899 году, а отделка и роспись интерьера продолжались до 1900 года.

### В XX веке
В советское время храм не закрывался: возможно, потому, что находился в маленьком селе на окраине столицы и не привлекал внимание властей.
После Декрета 20 января 1918 года об отделении Церкви от государства у местного священника был конфискован дом, в котором поместились сельсовет, кинотеатр и изба-читальня (этот дом сгорел в 1961 году).
Когда начались массовые сносы и закрытия церквей, в Знаменский храм в Аксиньино стали сносить наиболее ценные иконы и утварь из окрестных приходов. Так здесь оказались икона из разрушенного Казанского Головинского монастыря, от которого сохранилась только колокольня, Молченская икона Божией Матери из храма Сергия Радонежского в Бусинове и праздничные облачения из храма Бориса и Глеба в Дегунине. Большой колокол был куплен в порту на Химкинском водохранилище в 1930 годах и буквально спасён: его сняли с колокольни одной из московских церквей и хотели отправить в переплавку. Сейчас почти все иконы (за исключением Казанской) возвращены во вновь открытые церкви, откуда были принесены на сохранение.
В 1982 году к храму был пристроен северный придел и крестильня у южного придела.

## Архитектура
Каменный храм изначально проектировался в византийском стиле, получившем популярность в конце XIX века. В процессе строительства от части византийских деталей отказались, придав храму некоторые черты не менее популярного в то время русского стиля.
Здание было асимметричным, с одним приделом (южным), трапезной и двухъярусной колокольней. На четверик храма поставлен низкий восьмерик, поддерживающий обширный купол со световыми отверстиями — люкарнами. При том, что снаружи храм кажется распространенным скорее в ширину, чем в высоту, изнутри пространство ощущается свободнее и выше благодаря большому куполу с росписями, усиливающими эффект. Купол сходной формы, также с люкарнами (но не килевидными, а круглыми), венчает и колокольню.
Основным мотивом декора храма является килевидное завершение ряда деталей, таких, как люкарны ку́пола, окно южного придела и арки звона на колокольне. Прочие окна — в трапезной и в основном объёме — очень просты и лишены каких-либо украшений. Другой заметный мотив декора — зубцы на всех карнизах здания, в арках звона (колокольня вообще украшена богаче остальных частей храма), а также — не в камне, а в металле — на очень красивом основании креста на куполе. Очень интересны апсиды храма — не округлые, а граненые, с небольшими колонками на гранях и с окнами, утопленными в нишах.
Иконостас для нового храма был заказан в мастерской известного художника Якова Ефимовича Епанешникова, делавшего иконостасы, киоты и выполнявшего росписи для церквей Москвы и Подмосковья.

## Прочие сведения
Северный придел (во имя великомученика Пантелеимона) и крестильня у южного придела были пристроены в 1982 году — редчайший случай церковного строительства в советское время. Староста — инвалид Великой Отечественной войны Александр Макарычев — к 100-летию церкви сумел добиться разрешения на пристройку этого придела (под предлогом необходимости подсобного помещения) и здания для служб, а также замены ограды и обветшавших ворот.
С 1973 по 1989 год в храме служил дьяконом отец Александр Борисов, президент Российского библейского общества..

## Духовенство
- Настоятель храма, священник Владимир Герасимов.
- Игумен Макарий (Юртайкин).
- Иерей Алексей Шумак.
- Иерей Петр Смирнов.
- Священник Симеон Тараканов.

## Святыни храма
- икона Божией Матери «Знамение»
- икона Божией Матери «Казанская»